# 承継銀行
承継銀行（しょうけいぎんこう）とは、合併、清算等に伴い金融機関の業務を受け継ぐ受け皿銀行のことを指す。特に、預金保険法等においては、破綻した金融機関の業務を一時的に受け継ぐために設立される銀行のことを指す。

## 概要
預金保険法第91条により、破綻した金融機関に対して法で定められた期間内に受け皿金融機関が現れない時、その破綻金融機関の取引先の連鎖破綻等の金融秩序の崩壊を防止するため、受け皿となり業務を一時的に引き継ぐ事を目的とした公的受け皿銀行（ブリッジバンク）を、預金保険機構が全額出資する子会社として設立することが認められた。金融再生法第27条により、2001年3月までの時限措置として導入されたが、2000年の預金保険法改正で恒久立法化された。
預金保険機構の子会社という位置付けではあるが、銀行免許を取得後、銀行法上の銀行として扱われる。取引関係等は維持、融資や預金等の業務も行われ、不良債権を除いた債権が引き継がれる。
設立後、原則2年、最大3年に限り存続が認められる。最終的な受け皿金融機関（再承継銀行）に事業を承継した後、承継銀行は清算される。最終的な受け皿金融機関が存在しない場合は、承継銀行は解散する。
これまで、後述する株式会社日本承継銀行と株式会社第二日本承継銀行が実際に設立されている。2012年の預金保険法改正により、整理回収機構に承継銀行業務を行う機能が追加された。

## 実際に設立された承継銀行

### 日本承継銀行
株式会社日本承継銀行は、2002年3月11日に設立、同年3月19日に銀行業及び担保附社債信託業の免許を受けた承継銀行である。
破綻した石川銀行（2001年12月28日経営破綻）および中部銀行（2002年3月8日経営破綻）の受け皿として、2002年3月28日に両行との営業譲受契約を締結し、最終的な引受先に譲渡されるまでの一瞬の受け皿となった。これらはいずれも、預金保険法上の特別資金援助（いわゆるペイオフ凍結）の時限措置を受けるための手続であり、実際の業務は再承継先との基本合意契約と譲渡契約以外ほとんど行われていない。
最終的には、石川銀行の事業を、2003年3月24日付で譲受し、同日付で北陸銀行・北國銀行・富山第一銀行・金沢信用金庫・能登信用金庫（現・のと共栄信用金庫）の5行に、中部銀行の事業を、2003年3月3日付で譲受し、同日付で清水銀行・静岡中央銀行・東京スター銀行の3行にそれぞれ譲渡され、当行は役目を終えた。
この処理が終了した後、預金保険法により2004年3月に当行は解散し清算法人となり、2014年9月3日に臨時株主総会において決算報告書が承認されたことで、清算結了・法人格消滅となった。

### 第二日本承継銀行
日本承継銀行が清算となったため、これに代わるセーフティネットとして、金融機関の処理を円滑に進めるため、2004年3月1日に、預金保険法第92条に基づき、預金保険機構により株式会社第二日本承継銀行が設立された。これは、最初に引き受ける破綻金融機関が破綻してから、2年に限って存続が認められる（1年の延長が可能）。
2010年9月10日に日本振興銀行が破綻したことを受け、日本振興銀行との間で事業譲渡の基本合意書を締結。事業譲渡の実行までに他の引き受け先が無く、2011年4月25日に同行から事業譲渡を受けた。よって2012年9月10日までが存続期間となっていた。その後、2011年12月26日にイオン銀行に売却されイオンコミュニティ銀行に改称し、翌2012年3月31日付でイオン銀行に吸収合併された。